# Hidegség
Hidegség (em alemão: Kleinandrä; croata: Vedešin) é um município da Hungria, situado no condado de Győr-Moson-Sopron. Tem 16,82 km² de área e sua população em 2015 foi estimada em 449 habitantes.